# سکوره
سکوره (به فرانسوی: Skoura) یک شهرک در مراکش است که در درعه تافیلالت واقع شده‌است. سکوره ۲٬۸۰۸ نفر جمعیت دارد.
- Kasbah Amerhidil
- Palm groves around town